# Monumental Possession
Monumental Possession är ett musikalbum av det norska black metal-bandet Dødheimsgard, utgivet 1996 av skivbolaget Malicious Records. Monumental Possession är Dødheimsgards andra fullängds studioalbum.

## Låtlista
1. "Intro" – 1:27
2. "Utopia Running Scarlet" – 3:23
3. "The Crystal Specter" – 3:50
4. "Bluebell Heart" – 4:16
5. "Monumental Possession" – 5:44
6. "Fluency" – 3:37
7. "Angel Death" – 3:54
8. "Lost in Faces" – 4:56
9. "The Ultimate Reflection" – 6:03

- Alla texter av Aldrahn

## Medverkande
Musiker (Dødheimsgard-medlemmar)
- Aldrahn (Bjørn Dencker Gjerde) – gitarr, sång
- Vicotnik (Yusaf Parvez) – trummor, sång
- Apollyon (Ole Jørgen Moe) – gitarr, sång
- Alver (Jonas Alver) – basgitarr

Produktion
- Dødheimsgard – producent, omslagsdesign
- Bård Norheim – ljudtekniker
- Kai Halvorsen – ljudtekniker
- Garm (Kristoffer Rygg) – mastring